# Flugunfall der Formosa Airlines vor Lan Yu
Der Flugunfall der Formosa Airlines vor Lan Yu ereignete sich am 28. Februar 1993. An diesem Tag wurde eine Dornier 228-201, mit der ein Inlandslinienflug der taiwanesischen Regionalfluggesellschaft Formosa Airlines von Taipeh nach Lan Yu durchgeführt wurde, unweit des Zielflughafens unter widrigen Wetterverhältnissen ins Meer geflogen. Bei dem Unfall kamen alle sechs Personen an Bord ums Leben.

## Flugzeug
Bei der betroffenen Maschine handelte es sich um eine 1986 gebaute Dornier 228 aus deutscher Produktion mit der Werknummer 8111. Der Erstflug der Maschine wurde am 10. November 1986 absolviert. Am 28. Februar 1987 wurde die Maschine  mit dem Luftfahrzeugkennzeichen B-12238 an die Formosa Airlines ausgeliefert. Das zweimotorige Kurzstreckenflugzeug war mit zwei Turboproptriebwerken vom Typ Garrett TPE331 ausgerüstet.

## Passagiere und Besatzung
Den Inlandslinienflug von Taipeh nach Matsu hatten 4 Passagiere angetreten. Es befand sich eine zweiköpfige Besatzung an Bord der Maschine, bestehend aus einem Flugkapitän und einem Ersten Offizier. Auf dem Regionalflug waren keine Flugbegleiter vorgesehen.

## Unfallhergang
Die auf dem Flughafen Taipeh-Songshan gestartete Maschine befand sich unter widrigen Wetterverhältnissen bei Starkregen im Anflug auf die Orchideeninsel (Lan Yu), als sie wenige Kilometer vor der Küste von den Piloten gegen die Meeresoberfläche geflogen wurde, wobei alle sechs Insassen getötet wurden.